# Ро Лебедя
Ро Лебедя (лат. ρ Cygni) — жёлтая звезда в северном созвездии Лебедя. Видна невооружённым глазом, видимая звёздная величина равна 4,02. Годичный параллакс равен 26,39 мсд, что соответствует расстоянию 124 световых года. Звезда удаляется от Солнца с лучевой скоростью +6,88 км/с. Объект входит в состав населения тонкого диска Млечного Пути.
Объект является звездой-гигантом спектрального класса G с возрастом около 660 млн лет; относится к классу   G8 III Fe-0.5. Последние символы после класса светимости показывают, что в спектре наблюдается небольшой недостаток железа в атмосфере звезды. Масса объекта в 2,16 раза превышает солнечную, радиус равен 7,81 радиуса Солнца. Светимость звезды равна 37 светимостям Солнца, фотосфера обладает температурой около  5100 K.
Ро Лебедя является ярким рентгеновским источником со светимостью 10,26⋅1029 эрг/с. Максимальная величина магнитного поля составляет 7,3 ± 0,5 Гс у поверхности.